# تامس مالوری
تامس مالوری (انگلیسی: Thomas Malory؛ ۱۴۰۵ – ۱۴ مارس ۱۴۷۱) سیاست‌مدار و نویسنده اهل پادشاهی انگلستان بود.